# 猪本健太郎
猪本 健太郎（いのもと けんたろう、1990年12月23日 - ）は、熊本県熊本市出身の元プロ野球選手（内野手、捕手）。右投右打。

## 経歴

### プロ入り前
熊本市立飽田中学校の3年生だった2005年に、井手らっきょが同市内に開校した野球スクールプロフェッショナル・ベースボール・アカデミーへ、1期生として入校した。
鎮西高校への進学後は、1年生の夏から捕手としてスタメンに起用。1年生の秋から、正捕手を務めながら、クリーンナップの一角を担った。3年生だった2008年には、立岡宗一郎などと強打のチームを形成したが、春の県大会準決勝で熊本国府高校に敗退。夏の県大会でも、準々決勝で済々黌高校に敗れたため、春夏共に甲子園球場での全国大会へ出場できなかった。
2008年のNPB育成ドラフト会議で、福岡ソフトバンクホークスから4巡目で指名。育成選手として入団した。なお、入団時のポジションは捕手で、背番号は125。

### ソフトバンク時代
2009年は主に三軍戦へ出場していたが、ウエスタン・リーグ公式戦にも14試合に出場。わずか18打席で3打点を挙げた。その一方で、シーズン終了後の11月には、左手尺側根伸筋腱脱臼の手術を受けている。
2010年は7月22日のフレッシュオールスターゲーム（長崎ビッグNスタジアム）に、ウエスタン・リーグ選抜の「9番・捕手」としてスタメンで出場。イースタン・リーグ選抜の戸村健次（東北楽天ゴールデンイーグルス）からソロ本塁打を放ったことによって、育成選手では同ゲーム史上初の本塁打を記録したほか、優秀選手賞に選ばれた。ウエスタン・リーグ公式戦には44試合に出場。前年より打席数を101、打点を14にまで増やしたが、打率.168、1本塁打という成績に終わった。
転機は全日本ボディビル選手権を6年連続で優勝した高西文利がソフトバンクの臨時コーチになることが決まったことにあり、2010年シーズンのオフから戦力外通告を意識していたが高西との出会いを機に、筋力トレーニングに打ち込めば打撃成績が上がる・上がらないは別として、体の見栄えが良くなり見た目で努力も評価されると、意識改革が起こった。
2011年はウエスタン・リーグ公式戦では11試合の出場にとどまったが、18打数で2本塁打を放った。
この年から翌2011年から週6日、1日30分の終了後に倒れるほどの筋力トレーニングが始まった。シーズン前に80kgであった体重は筋肉だけで95kgまで増え、この時に体脂肪率は8%であった。筋力トレーニング仲間として千賀滉大や川原弘之とも励まし合った。
2012年はウエスタン・リーグ公式戦39試合に出場。打率.228ながら、4本塁打、11打点を記録した。チームのリーグ優勝で迎えた千葉ロッテマリーンズとのファーム日本選手権（10月6日・松山坊っちゃんスタジアム）では、9回裏にいったん代打に起用されたが、ロッテの投手交代に合わせて代打を送られた。シーズン終了後の10月31日に、育成選手に関するNPBの規約に沿って、自由契約選手として公示。11月10日に、育成選手としての契約を改めて結んだ。
2013年はウエスタン・リーグ公式戦86試合に出場。リーグ2位の14本塁打を記録するとともに、チームのリーグ2連覇に貢献した。登録上のポジションである捕手に起用されたのは5試合のみで、一塁手として54試合、外野手として8試合に出場。東京ヤクルトスワローズとのファーム日本選手権（10月6日・宮崎サンマリンスタジアム）にも「6番・一塁手」としてスタメンに起用されたが、3打数無安打に終わった。シーズン終了後の11月21日に支配下登録選手へ移行したことを機に、背番号を125から68に変更。その直後から台湾のウィンターリーグへ派遣されると、日本チームの「4番・一塁手」として、21試合で2本塁打、19打点（いずれもリーグトップ）、打率.344という好成績を残した。
2014年は7月29日の対楽天戦（郡山総合運動場開成山野球場）の9回表1死2塁から、明石健志の代打として一軍デビュー。長谷部康平から一軍初安打を放ったが、一軍公式戦ではこの試合に出場しただけでシーズンを終えた。2011年から始めたウエイトトレーニングの甲斐もあってか、ウエスタン・リーグ公式戦には102試合に出場。17本塁打で最多本塁打者（本塁打王）のタイトルを獲得したほか、64打点（リーグ2位）、打率.300（リーグ5位）という好成績で、チームのリーグ3連覇に貢献した。登録上のポジションが捕手でありながら、公式戦では捕手に起用されることはなく、86試合で一塁の守備に就いた。なお、ロッテとのファーム日本選手権（10月4日・宮崎）でも、「6番・一塁手」としてスタメンに起用。9回表の第4打席で、香月良仁からソロ本塁打を放った。
2015年は登録上のポジションを内野手に変更。一軍公式戦にも代打で2試合に出場したが、いずれも無安打に終わった。ウエスタン・リーグ公式戦には92試合に出場。16本塁打、53打点（いずれもリーグ2位）、打率.292（リーグ3位）を記録するなど、チームのリーグ4連覇に貢献した。読売ジャイアンツ（巨人）とのファーム日本選手権（10月3日・宮崎）では、「6番・指名打者」としてスタメンに起用されると、3打数1安打を記録している。
2016年はウエスタン・リーグ公式戦には91試合に出場。打率は.30461で、チームメイトの塚田正義（.30466）と僅差の2位であった。また、チームメイトの江川智晃と並んで、リーグ4位の11本塁打を記録。リーグ史上初の同一チーム5連覇に貢献した。ただし、シーズン中の8月に左手親指靱帯の修復手術を受けたため、巨人とのファーム日本選手権（10月1日・宮崎）には出場していない。一軍公式戦には、自己最多の5試合に出場。10打席に立ったが、8打数無安打5三振に終わった。10月22日に、球団から戦力外通告を受けた。12月2日に、NPBから自由契約選手として公示。猪本自身は、前述の手術を受けた左手の親指がフルスイングに支障のない状態まで回復したことを背景に、NPB他球団での現役続行を希望。11月15日から17日までは、柴田講平（前阪神タイガース）・三家和真（石川ミリオンスターズ、いずれも外野手）と共に、千葉ロッテ秋季キャンプの入団テストへ参加した。

### ロッテ時代

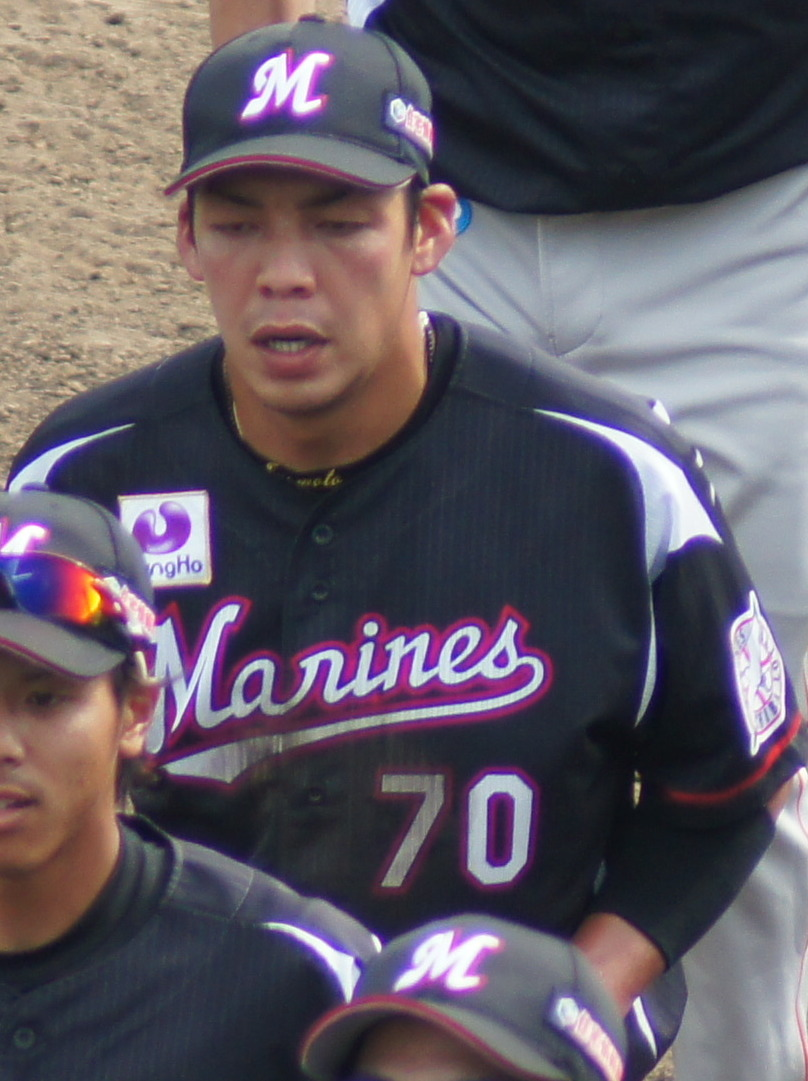
千葉ロッテマリーンズ時代
(2017年6月29日)

2016年12月2日に、ロッテが猪本・柴田・三家の入団テスト合格を発表。同月12日には、同球団との間で1年契約を結んだ。背番号は70。
2017年は5月6日の対ソフトバンク戦（ZOZOマリンスタジアム）で、「7番・一塁手」としてスタメンで移籍後初めて一軍公式戦に出場。4回裏の第2打席で攝津正から左翼線へ二塁打を放ったことによって、一軍公式戦3年振りの安打を記録した。5月15日に出場選手登録をいったん抹消されたが、8月29日に再び登録されると、同日の対オリックス・バファローズ戦（ZOZOマリンスタジアム）で「7番・一塁手」として再びスタメンに起用。5回裏の第3打席で山田修義から2点適時打を放ったことによって、一軍公式戦での初打点を記録した。しかし、10月3日に球団から自身2度目の戦力外通告を受け、現役を引退。

### 現役引退後
2017年12月27日にソフトバンクに二軍ブルペン捕手として復帰することが発表された。2019年シーズンの開幕直前より一軍担当に異動となった。
2023年限りでホークスを退団した。
その後、2024年に福岡市博多区で「フラワースタジオ・エス合同会社」を設立し、同年9月1日に同市中央区薬院で「FLOWER STUDIO S」をオープンした。

## 選手としての特徴
高校時代は通算31本塁打を記録。両翼99mの熊本県藤崎台球場で3本の場外本塁打を放ったほどの長打力を評価されて、ソフトバンクへの入団に至った。入団後も、ウエスタン・リーグ公式戦で、2014年までの6年間に19.1打数に1本のペースで本塁打を放っていた（通算で726打数38本塁打）。
高校時代は遠投105メートルと肩も強かった。
守備では、2010年まで捕手としてウエスタン・リーグ公式戦に出場。2011年から一塁手にも起用されると、2012年以降は主に一塁を守った。2012年と2013年には、左翼手として通算8試合出場している。ちなみに、ホークス時代の一軍公式戦では、守備に就く機会がなかった。
田上秀則、細川亨、山崎勝己、鶴岡慎也、高谷裕亮といった捕手のポジションの競合選手の壁がおり、チームの捕手の層が余りに厚かったため、捕手としては活躍できなかった。

## 人物
井手らっきょが開校したプロフェッショナル・ベースボール・アカデミー初のプロ野球選手である。
高倉健のファンで、ソフトバンク時代の登場曲には、高倉の歌唱による「唐獅子牡丹」や「男なら」を用いていた。ロッテへの入団後は、「（試合で打席へ登場するたびに上記の曲のような）演歌を流していたら（同球団の本拠地がある）関東の人が違和感を持つかも知れない」という理由で、登場曲を湘南乃風の「BIG UP」に変更した。
明るい性格の持ち主で、ソフトバンクから戦力外通告を受けた直後の取材にも、「これ（取材の成果）はYahoo!ニュースに載りますか? 最後なんで、載せて下さいよ」という言葉で応じていた。

## 詳細情報

### 年度別打撃成績
| 年 度    | 球 団        | 試 合 | 打 席 | 打 数 | 得 点 | 安 打 | 二 塁 打 | 三 塁 打 | 本 塁 打 | 塁 打 | 打 点 | 盗 塁 | 盗 塁 死 | 犠 打 | 犠 飛 | 四 球 | 敬 遠 | 死 球 | 三 振 | 併 殺 打 | 打 率 | 出 塁 率 | 長 打 率 | O P S |
| -------- | ------------ | ----- | ----- | ----- | ----- | ----- | -------- | -------- | -------- | ----- | ----- | ----- | -------- | ----- | ----- | ----- | ----- | ----- | ----- | -------- | ----- | -------- | -------- | ----- |
| 2014     | ソフトバンク | 1     | 1     | 1     | 0     | 1     | 0        | 0        | 0        | 1     | 0     | 0     | 0        | 0     | 0     | 0     | 0     | 0     | 0     | 0        | 1.000 | 1.000    | 1.000    | 2.000 |
| 2015     | ソフトバンク | 2     | 2     | 2     | 0     | 0     | 0        | 0        | 0        | 0     | 0     | 0     | 0        | 0     | 0     | 0     | 0     | 0     | 1     | 0        | .000  | .000     | .000     | .000  |
| 2016     | ソフトバンク | 5     | 10    | 8     | 0     | 0     | 0        | 0        | 0        | 0     | 0     | 0     | 0        | 0     | 0     | 1     | 0     | 1     | 5     | 0        | .000  | .000     | .000     | .000  |
| 2017     | ロッテ       | 8     | 14    | 14    | 1     | 2     | 1        | 0        | 0        | 3     | 2     | 0     | 1        | 0     | 0     | 0     | 0     | 0     | 6     | 0        | .143  | .143     | .214     | .357  |
| NPB：4年 | NPB：4年     | 16    | 27    | 25    | 1     | 3     | 1        | 0        | 0        | 4     | 2     | 0     | 1        | 0     | 0     | 1     | 0     | 1     | 12    | 0        | .120  | .185     | .160     | .345  |

### 年度別守備成績
| 年 度 | 球 団  | 一塁  | 一塁  | 一塁  | 一塁  | 一塁  | 一塁     |
| 年 度 | 球 団  | 試 合 | 刺 殺 | 補 殺 | 失 策 | 併 殺 | 守 備 率 |
| ----- | ------ | ----- | ----- | ----- | ----- | ----- | -------- |
| 2017  | ロッテ | 7     | 34    | 7     | 0     | 3     | 1.000    |
| 通算  | 通算   | 7     | 34    | 7     | 0     | 3     | 1.000    |

### 記録
- 初出場：2014年7月29日、対東北楽天ゴールデンイーグルス12回戦（郡山総合運動場開成山野球場）、9回表に明石健志の代打で出場
- 初打席・初安打：同上、9回表に長谷部康平から左前安打
- 初先発出場：2016年7月6日、対オリックス・バファローズ11回戦（京セラドーム大阪）、8番・指名打者で先発出場
- 初打点：2017年8月29日、対オリックス・バファローズ20回戦（ZOZOマリンスタジアム）、5回裏に山田修義から中前2点適時打[40]

### 背番号
- 125 （2009年 - 2013年）
- 68 （2014年 - 2016年）
- 70 （2017年）
- 108 （2018年 - 2023年）

### 登場曲
- 「唐獅子牡丹」高倉健 （2014年 - 2015年）
- 「男なら」高倉健 （2016年）
- 「BIG UP」湘南乃風 （2017年）

### 代表歴
- 2013年アジアウインターベースボールリーグ：NPB選抜